# Зафод Біблброкс
Зафод Біблброкс(англ. Zaphod Beeblebrox) — персонаж, вигаданий британським письменником Дугласом Адамсом для його циклу гумористичних науково-фантастичних книг «Путівник Галактикою для космотуристів», або «Путівник Галактикою».
Зафод родом з планети у околицях зірки Бетельгейзе і є зведеним «одноюрідним» братом Форда Префекта. Через «нещасний випадок, пов'язаний з контрацептивами і машиною часу» його прямі предки по лінії батька (Зафод Біблброкс Другий) є також його прямими нащадками (Зафод Біблброкс Четвертий).

## Зовнішність
У всіх версіях «Путівника Галактикою для космотуристів» у Зафода дві голови і три руки, хоча причини появи додаткових частин тіла різняться залежно від версії: в оригінальній радіопостановці не давалося пояснення другої голові Біблброкса, хоча і розповідалося, що Зафод «виростив» третю руку за шість місяців до зустрічі з Трілліан на планеті Земля.
У першому романі серії говориться, що Зафод відростив третю руку нижче правої, незадовго до крадіжки «Золотого серця», «щоб домогтися кращих результатів у лижному боксі» (I-4).
Фанати серії вважають, що Зафод повернувся у часі і став одночасно всіма чоловіками у всій своїй родової історії, що призвело до проблем з іменем Біблброкс (описано в «Ресторані на краю Всесвіту»), і здобув додаткові частини тіла через сексуальні зв'язки зі своїми родичками (бабуся, мама тощо). У романі «Ресторан на краю Всесвіту» у привида прадіда Зафода теж дві голови. Це підштовхує на думку, що мати дві голови було абсолютно нормально для роду Зафода (винятком є Форд, у якого тільки одна голова).
У фільмі 2005 є прихований натяк, що Зафод «створив» свою другу голову сам, коли вимикав частини свого розуму, що містили його «не президентські» якості. Власне, тільки у фільмі є хоч якесь пояснення другої голови.
У грі за книгами Зафод ховає свою другу голову у прикриту пташину клітку. В кіноверсії друга голова розташовується нижче першої, приблизно між підборіддям і верхньою частиною грудей, і Зафод має можливість ховати її від навколишніх, «втягуючи» у грудну клітину. Третя рука захована під одягом, і контролюється другою головою Зафода. Третя рука з'являється тільки кілька разів у фільмі, наприклад для того, щоб пілотувати «Золоте серце» або для приготування «Пангалактичного гризлодера».
У Біблброкса світле скуйовджене волосся, що стирчить на усі боки, блакитні очі, підборіддя майже завжди погано виголені (I-4).
Зафод носить яскраві, погано поєднуванні кольори, щоб виділятися і бути завжди у центрі уваги, куди б він не подався. Як зазначено у першій книзі серії (розділ. 4), Зафод носить помаранчевий шарф — традиційний знак Президента Галактики.

## Особистість
За словами Дугласа Адамса, особистість Зафода списана з його старого приятеля з Кембридського університету, якого звали Джонні Сімпсон.
Зафод — нарцис, гедоніст, вкрай безвідповідальний й егоцентричний. Зазвичай йому абсолютно байдужі почуття тих, хто його оточує, проте він також дуже харизматичний, що змушує багатьох з його оточення ігнорувати його недоліки. Зафод авантюрист, колишній хіпі, графоман, аферист, зіпсував стосунки «з усіма, з ким тільки можна і навіть з тими, з ким не можна» (I-4). Зафод любить працювати на публіку, і це вдається йому найкраще.
Протягом усіх книг Зафод одержимий ідеєю доведення до кінця якогось великого плану, про який він сам нічого не знає, але тільки здогадується про його існування. Він був змушений розділити свій мозок, щоб сканування, яке обов'язкове для кожного претендента на роль президента Галактики, не виявило його «непрезидентські» якості і його плани щодо крадіжки корабля на неймовірній тязі. У другій радіопостановці і версії «Ресторану на краю Всесвіту» відкривається, що у великі плани Зафода входили пошуки того, хто дійсно управляє Всесвітом.

## Президент Галактики
На короткий період він був Президентом Галактики, тому, що з цією роллю ніхто не міг впоратися краще за Зафода Біблброкса. Він використовував своє президентське звання, щоб вкрасти «Золоте серце», єдиний корабель у Всесвіті на неймовірній тязі.
Повний титул Президента — Президент Імперського Галактичного Уряду.
Термін «Імперське» є анахронізмом. Останній Імператор, престол до якого перейшов у спадок, майже мертвий, і міститься у цьому стані вже багато століть. Всі його спадкоємці давно померли, і влада просто опустилася на одну або дві сходинки нижче, і зараз її представляє орган, який раніше діяв лише як Рада при Імператорі — виборче урядове зібрання, нібито очолюване Президентом, який обирається цими зборами.
Президента можна взагалі назвати просто вивіскою — він не володіє абсолютно ніякої дійсною владою. Він обирається урядом, але його робота — не керувати, а відволікати увагу від процесу керування. За цими показниками Зафод Біблброкс — один з найкращих Президентів, будь-коли обраних Урядом. Два з десяти років свого президентського терміну він провів у в'язниці за звинуваченням у шахрайстві.
Не всі розуміють, що Президент і Уряд не мають абсолютно ніякої влади, а з цих небагатьох лише шестеро знають, хто ж дійсно має вищу політичну владу. Більшість інших вірять, що прийняття найважливіших рішень передано комп'ютеру. (I-4)

## Цікаві факти
Корабель «Золоте серце» Зафод викрав у день свого 200-річчя.
Ексцентрика Гамбітус одного разу описала його як «найкращий трах з часів Великого Вибуху» англійською мовою це містить гру слів: Великий Вибух — «Big Bang», а сленгове значення слова bang — секс.
Він був визнаний «найгірше одягненою розумною істотою у відомому Всесвіті» сім разів поспіль.
Зафод винайшов «Пангалактичний гризлодер» і він єдиний, хто здатний випити більше трьох порцій за один раз.

## Радіопостановки і телебачення
В радіопостановках і телевізійних версіях Зафода грав Марк Вінг-Дейві. Він жартував, що дві голови і три руки Зафода створені спеціально для радіопостановок, де все залежало від уяви слухачів. У телевізійній версії у Вінг-Дейві була третя штучна рука, і коли він мав нею жестикулювати, вона замінювалася на руку Майка Фелта, який стояв прямо за Вінг-Дейві. Друга голова була радіокерованою. На жаль, механіка другої голови рідко працювала належним чином, у зв'язку з чим більшість часу голова просто сиділа на плечі у Зафода і виглядала млявою, хоча у одній сцені їй вдалося на якийсь час подискутувати зі справжньою головою Вінг-Дейві.
В кіноверсії 2005 Зафода Біблброкса зіграв американський актор Сем Роквелл. У цій версії друга голова часто з'являється, щоб виразити ті якості Зафода, які є «непрезидентські». Інтерпретація Зафода Роквеллом, що включала в себе манеру розмови, схожу на техаську повільну вимову, була сприйнята багатьма критиками, як тонка пародія на Джорджа Буша. В кіноверсії Зафод показується, мабуть, навіть більш невихованим і грубим, ніж в інших версіях. Сем Роквелл, що зіграв роль Біблброкса у фільмі, зізнався, що на його образ вплинули такі особистості, як Білл Клінтон, Елвіс Преслі і Фредді Мерк'юрі.